# 마웅저
마웅저(버마어: မောင်ဇော် 마웅 조, 1969년 ~ )는 미얀마(버마)의 민주화 운동가로써 1988년 버마 8888 항쟁 당시 고등학생 신분으로 시위에 참가한 후 버마 민주화 운동에 투신해왔다. 1994년 군부의 탄압을 피해 미얀마(버마)를 탈출, 대한민국으로 입국했다. 2000년 이후부터 난민 지위를 인정받기 위한 소송을 진행했고 2008년 법원으로부터 난민 지위를 인정받았다. 민족민주연맹(NLD) 대한민국 지부 결성에 참여했으며 대한민국의 시민 운동에 관심을 가졌다. 한때 시민단체 함께 하는 시민 행동에서 인턴으로 활동했으며 2013년 난민 지위를 반납하고 귀국했다. 현재 버마 어린이 교육지원 단체 '따비에'의 대표로 활동중이다.